# Американско дружество на композиторите, авторите и издателите
Американското дружество на композиторите, авторите и издателите (ASCAP) (на английски: American Society of Composers, Authors and Publishers) е американска организация с нестопанска цел, която защитава изключителните авторски права на своите членове и събира възнаграждения за изпълнение на тяхната музика. Основан през 1914 г.

## История
ASCAP е основана от композитора Виктор Хърбърт в Ню Йорк на 13 февруари 1914 г., за да защити авторските права върху музикалните произведения на своите членове, предимно автори на песни и издатели, базирани в района на Tin Pan Alley.
Сред ранните членове на ASCAP са композиторите Ървинг Бърлин, Джеймс Джонсън, Джеръм Кърн и Джон Филип Соуза, както и либретистът Ото Харбах. От 1942 до 1948 г. композиторът Диймс Тейлър е президент. През 1930 г. ASCAP изкупува дяловете на Асоциацията на композиторите, авторите и издателите на Канада.
Към юли 2009 г. ASCAP има повече от 360 000 композитори, автори, музиканти и издатели като членове. Сред тях са почти всички рок и поп звезди и певци и автори на кънтри, блус, хип-хоп, джаз и класически произведения.
През 2008 г. ASCAP събра повече от 933 милиона щатски долара от лицензирана музика за изпълнение и изплати 817 милиона щатски долара под формата на възнаграждения на своите членове, запазвайки 11,3% за оперативни разходи.
Днес ASCAP е една от най-големите организации в света, наблюдаващи прилагането на авторските права на авторите. ASCAP лицензира повече от 11 500 местни комерсиални радиостанции и 2000 нетърговски разпространители, както и около 100 чуждестранни сродни организации от всички континенти.
В Съединените щати ASCAP се конкурира с две други композиторски организации: Broadcast Music Incorporated (BMI) и Обществото на европейските сценични автори и композитори (SESAC).

## Награди
Вижте също: Награда на основателите на ASCAP, награда на ASCAP „Ричард Роджърс“ и награда на ASCAP „Vanguard“
ASCAP отличава най-добрите си членове с годишни награди в седем музикални категории: поп, R&B и соул, филм и телевизия, латино, кънтри, християнска и концертна музика. Има и Стена на славата на джаза с нови почетни членове, които се въвеждат в Залата всяка година.